# Microtus
Microtus là một chi động vật có vú trong họ Cricetidae, bộ Gặm nhấm. Chi này được Schrank miêu tả năm 1798. Loài điển hình của chi này là Microtus terrestris Schrank, 1798 (= Mus arvalis Pallas, 1778).

## Hình ảnh

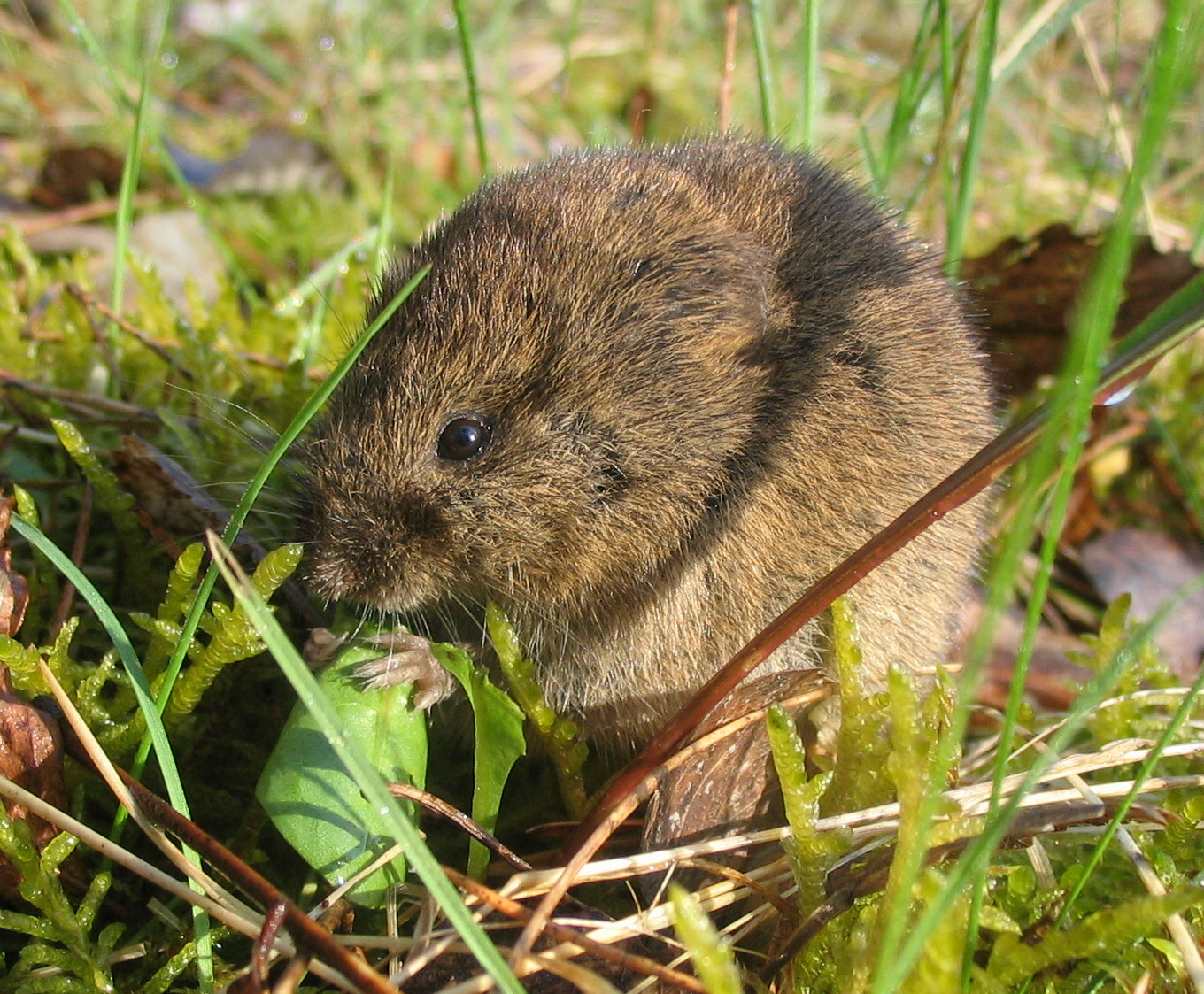
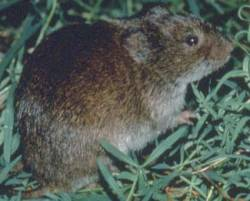
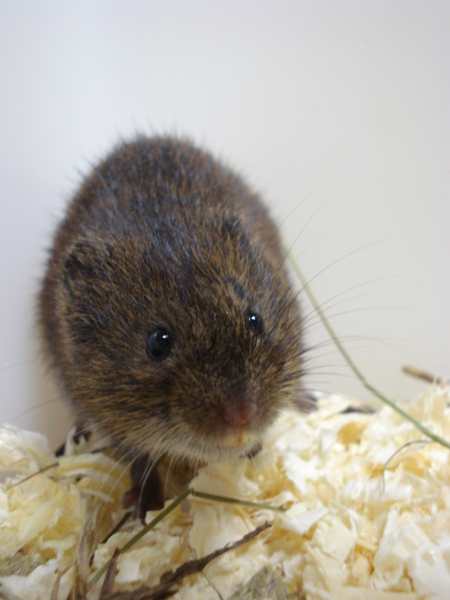

## Các loài
Chi này gồm các loài: